# Убре Бланка

Убре Бланка (исп. Ubre Blanca) (1972—1985) — кубинская корова, известная рекордной молочной продуктивностью. Корова, наряду с кофейными плантациями «Кордон-де-ла-Габана», пастбищной системой Вуазена и системой микроструйного орошения, символизирует усилия Фиделя Кастро по модернизации сельского хозяйства Кубы. Имя коровы переводится с испанского как «белое вымя».
Убре Бланка — единственный успех кубинской программы SuperCow, цель которой была создание молочной породы коров, устойчивой к тропическому климату. Распространённая на Кубе порода коров зебу, привычная к кубинскому климату, является мясной. Попытки же развести на острове молочных коров голштино-фризской породы столкнулись с трудностями, так как тропический климат оказался вредным для их здоровья. Убре Бланка была помесью голштинского быка и коровы зебу. Корова поставила попавший в книгу рекордов Гинесса рекорд по удою ~110 литров молока в день (примерно в 3 раза больше, чем давала обычная корова), который продержался долгие годы.

## Убре Бланка как символ эпохи
Большая любовь Фиделя Кастро к молочным продуктам, перерастающая в навязчивую идею определила большое внимание лидера Кубы к этой корове. Кастро предпринимал усилия по интенсификации молочного животноводства и ожидал от них большой отдачи. Так, например в 1966 году в Гаване был открыт дворец мороженого Coppelia на 1000 персон.
Фидель Кастро использовал рекордные удои Убре Бланки в пропагандистских целях, как видимый успех коммунистической идеологии. О корове ежедневно писали в «Granma», официальной газете Коммунистической партии, сюжеты с ней появлялись на телевидении.

## Смерть
На смерть коровы пресса ответила некрологами, по поручению Кастро о ней сочинили поэму, была выпущена почтовая марка. В деревне Ла-Виктория (остров Хувентуд), где жила Убре Бланка, был возведён памятник корове из белого мрамора. Тело коровы было забальзамировано и выставлено в Национальном центре здоровья крупного рогатого скота.
В 2000-х годах кубинское правительство, стремясь увеличить производство молока, которое резко упало после прекращения советских субсидий в 1989 году, предпринимало попытки клонировать Убре Бланку, завершившиеся неудачей.